# Novacianismo
El Novacianismo fue una doctrina cristiana aparecida en el siglo III propuesta por Novaciano, considerado antipapa, que negaba la absolución de los lapsi y afirmaba que la Iglesia no tenía poder para autorizar la vuelta a la comunión de los cristianos bautizados que renegaron de la fe en la persecución y  los que cometieron algún pecado mortal o celebraron segundos matrimonios. 
Novaciano fue un sacerdote romano que en el año 251 se opuso a la elección del papa Cornelio, después del asesinato del papa Fabián I, con el argumento de que era demasiado laxo en la aceptación de los cristianos no practicantes y que la Iglesia no podía dar la absolución a los cristianos que habían renunciado a su fe durante la persecución (lapsi), pero que después querían volver a la Iglesia. Por esto, los novacianos, incluyendo a Novaciano, fueron considerados herejes por la Iglesia católica, y como no estaban sometidos al obispo de Roma, también fueron etiquetados de cismáticos. Él y sus seguidores fueron excomulgados por un sínodo celebrado en Roma en octubre del mismo año. Tras eso, Novaciano fue desterrado de Roma y se dice que sufrió el martirio bajo el mandato del emperador Valeriano I.
Después de su muerte, la doctrina de los novacianos (Novacianismo), se extendió rápidamente y se podía encontrar en todas las provincias, siendo muy numerosos en algunos sitios. Fueron llamados novacianos, aunque ellos se autodenominaban cátaros (katharoi = "puros"), término que reaparecerá en la Edad Media, que refleja su deseo de no ser identificados con lo que consideraban las prácticas laxas de la Iglesia. Llegaron a volver a bautizar a sus propios conversos. Aparte de las diferencias mencionadas, sus prácticas eran las mismas que las de la Iglesia primitiva.
El cisma y la doctrina de los novacianos fue muy rigorista y fue perdiendo adeptos hasta su desaparición en el siglo VII. Destacan en la impugnación de esta doctrina los papas san Cornelio, san Lucio I, san Esteban I, y el obispo de Cartago san Cipriano, todos coetáneos de Novaciano (mitad del siglo III). Y casi un siglo más tarde, san Ambrosio de Milán y san Paciano de Barcelona.